# 10163 Onomichi
10163 Onomichi (1995 BH1) là một tiểu hành tinh vành đai chính được phát hiện ngày 26 tháng 1 năm 1995 bởi A. Nakamura ở Kuma.